# ラクトシリン
ラクトシリン（Lactocillin）は、チオペプチドの 抗生物質である。ラクトシリンは、ガセリ菌（Lactobacillus gasseri）によって産生される。

## References
1. ↑  Hayden, E Check (2014). “Vaginal microbe yields novel antibiotic”. Nature News. doi:10.1038/nature.2014.15900.